# Мерітсегер

Мерітсегер, зображена у вигляді жінки з головою кобри

Мерітсегер (ст.-єгип. "Любляча безмовність") - в давньоєгипетської міфології богиня фіванського некрополя, покровителька кладовищ і будівельників гробниць. Вважалося, що Мерітсегер охороняє кладовище і спокій померлих. ЇЇ зображували у вигляді лева або жінки з головою змії. Центр культу Мерітсегер - селище (в районі сучасного Дейр-ель-Медіне), де жили ремісники - будівельники гробниць. 

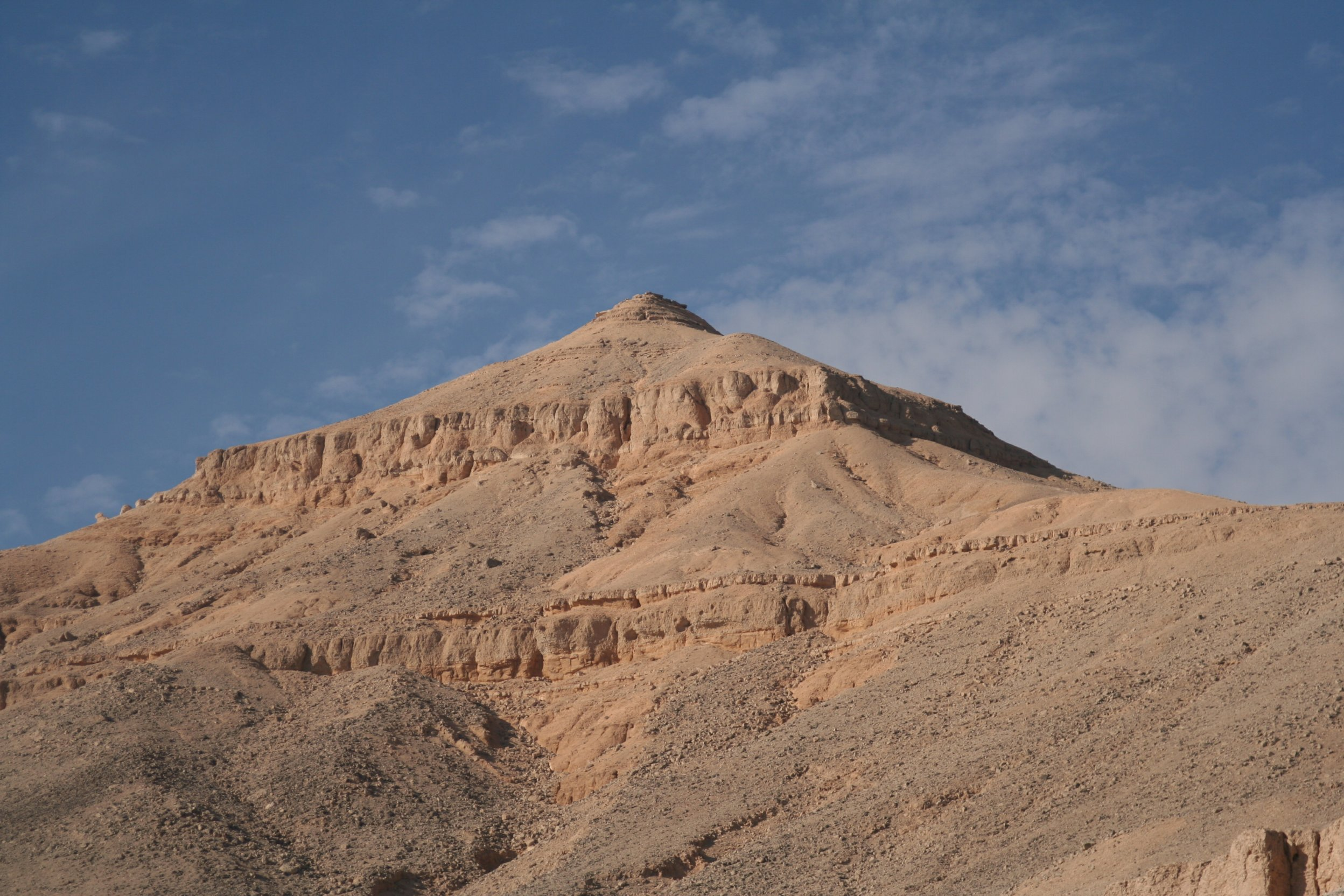
Уособлення Мерітсегер як природної піраміди в Долині царів

За часів Нового Царства змінилася роль Мерітсегер, особливо під час 19 та 20 династій. Їй поклонялися як богині гори яка панує над західним берегом Тебену.

## Мерітсегер ієрогліфами
Мерітсегер
|  |

|  |

|  |

|  |